# Piemontite-(Sr)
La piemontite-(Sr) è un minerale del gruppo dell'epidoto. Fino al 2006 era conosciuto come stronziopiemontite per poi essere rinominato nell'ambito della revisione della nomenclatura del supergruppo dell'epidoto.